# Marengo (geslacht)
Marengo is een geslacht van spinnen uit de familie springspinnen (Salticidae).

## Soorten
De volgende soorten zijn bij het geslacht ingedeeld:
- Marengo crassipes Peckham & Peckham, 1892
- Marengo deelemanae Benjamin, 2004
- Marengo inornata (Simon, 1900)
- Marengo nitida Simon, 1900
- Marengo rattotensis Benjamin, 2006
- Marengo striatipes Simon, 1900